# Shōjo
Shōjo, ibland shoujo (少女) är japanska och betyder flicka. Shōjo, eller shōjo-manga, används om manga som huvudsakligen är riktad till tjejer. Typiska drag är väl utvecklade relationsskildringar; konspiration och intriger är dock lika vanliga i både shōnen och shōjo.
Vanligtvis är tjejerna som shōjo-serierna riktar sig till i 15-årsåldern. Åldern 15 är, enligt japansk tradition, den tid då man kommer till ett vägval vilket avgör hur hela ens liv kommer att se ut. [källa behövs] Serierna brukar vara romantiska och/eller handla om en hjältinna. De brukar också vara mycket fantasifulla och spännande. Seriefigurerna har ofta stora själfulla ögon, men detta betyder inte att de nödvändigtvis är oskuldsfulla. Skräckelement är vanligt förekommande i serierna.

## Exempel och undergenre
Mest kända undergenre är mahō shōjo ("magisk flicka"). Bra exempel på det är Sailor Moon och Cardcaptor Sakura.